# Renée Poetschka
Renée Poetschka (Renée Elise Poetschka; * 1. Mai 1971 in Dampier) ist eine ehemalige australische Sprinterin, die sich auf den 400-Meter-Lauf spezialisiert hatte.
International trat sie zum ersten Mal in Erscheinung, als sie 1990 mit der australischen 4-mal-400-Meter-Staffel den Titel bei den Leichtathletik-Juniorenweltmeisterschaften in Plowdiw gewann. 1991 erreichte sie bei den Weltmeisterschaften in Tokio im 400-Meter-Lauf die Halbfinalrunde und belegte bei der Universiade in Sheffield über dieselbe Distanz den vierten Rang.
Bei den Olympischen Spielen 1992 in Barcelona erreichte sie über 400 m wiederum die Halbfinalrunde und wurde mit der Staffel Siebte. Bei den Leichtathletik-Hallenweltmeisterschaften 1993 in Toronto und bei den Commonwealth Games 1994 in Victoria belegte sie jeweils den fünften Platz im 400-Meter-Lauf.
Den größten Erfolg ihrer Karriere feierte Poetschka bei den Leichtathletik-Weltmeisterschaften 1995 in Göteborg. Dort gewann sie in der 4-mal-400-Meter-Staffel gemeinsam mit Lee Naylor, Melinda Gainsford-Taylor und Cathy Freeman in 3:25,88 min die Bronzemedaille hinter den Mannschaften der Vereinigten Staaten (3:22,39 min) und Russlands (3:23,98 min).
Zum Ende ihrer internationalen Karriere erreichte sie bei den Olympischen Spielen 1996 in Atlanta über 400 m noch einmal das Halbfinale. In der Staffel schied sie dagegen bereits in der Vorrunde aus.
Insgesamt wurde sie fünfmal Australische Meisterin, viermal im 400-Meter-Lauf (1991, 1993, 1994, 1996) und einmal im 400-Meter-Hürdenlauf (1993). 
Renée Poetschka ist 1,74 m groß und wog in ihrer aktiven Zeit 56 kg. Ihre jüngere Schwester Lauren Poetschka ist eine ehemalige Hürdensprinterin und war ebenfalls Olympiateilnehmerin.

## Bestleistungen
- 400 m: 50,19 s, 12. März 1994, Sydney
  - Halle: 52,29 s, 14. März 1993, Toronto